# Bassfield, Mississippi
Bassfield là một thành phố thuộc quận Jefferson Davis, tiểu bang Mississippi, Hoa Kỳ. Năm 2010, dân số của thành phố này là 254 người.

## Dân số
- Dân số năm 2000: 312 người.
- Dân số năm 2010: 254 người.